# Leif Östling

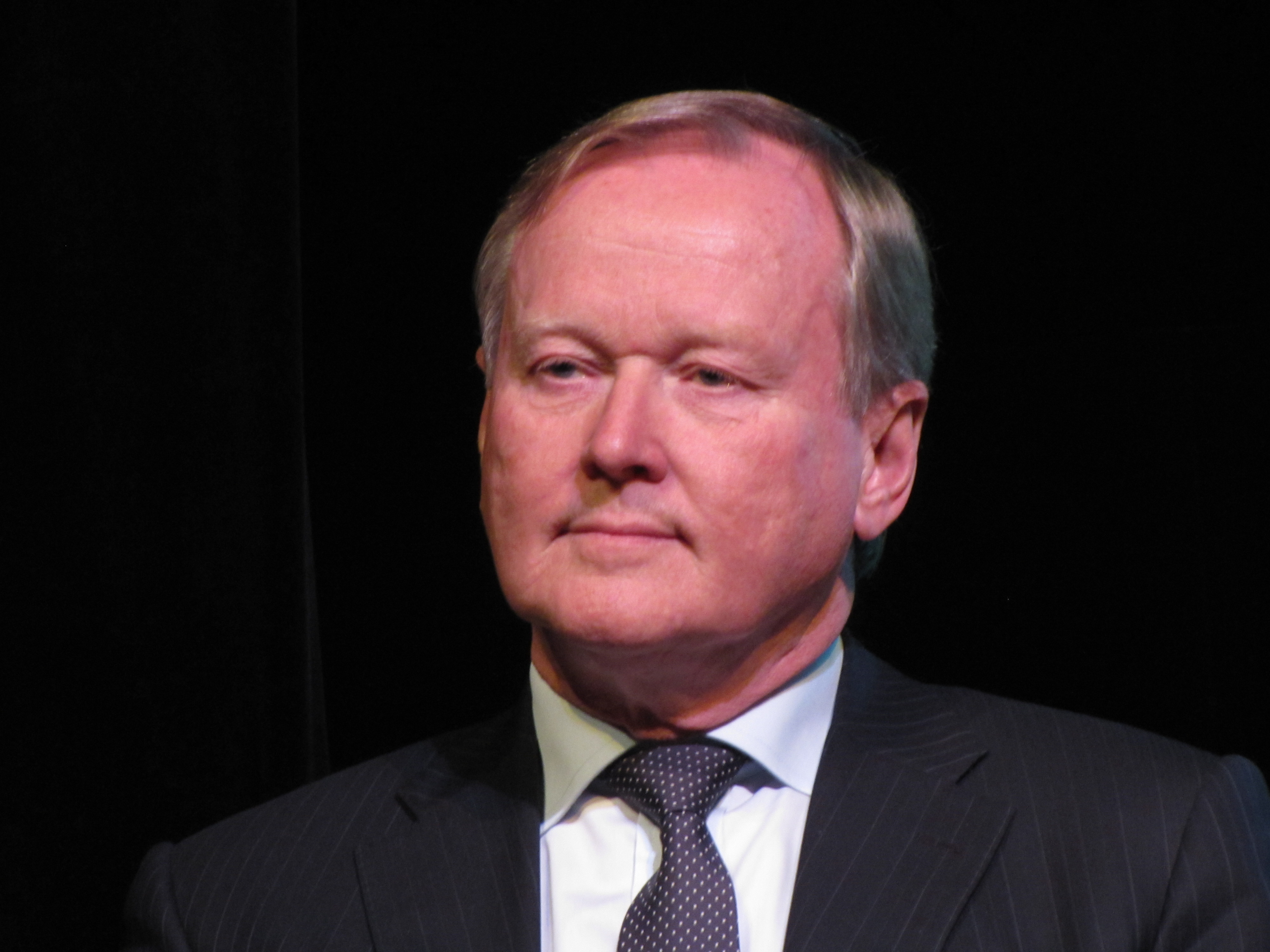
Leif Östling (2012)

Leif Östling (* 25. September 1945 in Luleå, Schweden) ist Automobilmanager und ehemaliges Mitglied im Nutzfahrzeugvorstand von Volkswagen. Er ist Mitglied des Vorstandes einiger anderer Unternehmen und Organisationen wie der SKF, ADR-Haanpää Oy, Svenskt Näringsliv (schwedischer Arbeitgeberverband), Teknikföretagen (Vereinigung der schwedischen Ingenieure) und ISS.

## Leben
Leif Östling absolvierte sein Ingenieurstudium an der Technischen Hochschule Chalmers.
1972 wurde Leif Östling bei Scania Praktikant und arbeitete sich in den folgenden Jahren an die Spitze des Unternehmens. 1983 bis 1989 war er Managing Director des Unternehmens in Holland.
Im Frühjahr 1989 wurde Leif Vorsitzender von Scania, damals noch einem Teil des Unternehmens Saab-Scania. Bereits ein Jahr darauf wurde er Vizepräsident des Gesamtunternehmens Saab-Scania und ab 1994 Präsident und CEO des nun unabhängigen Unternehmens Scania AB. 2003 erhielt er die Ehrendoktorwürde der Königlich Technischen Hochschule in Stockholm und der Technischen Universität Luleå.
Im September 2012 wechselte Leif Östling zum Vorstand der Volkswagen AG für den Bereich Konzern Nutzfahrzeuge. Anfang März 2015 legte Östling überraschend das Amt nieder.